# Толковый словарь румынского языка

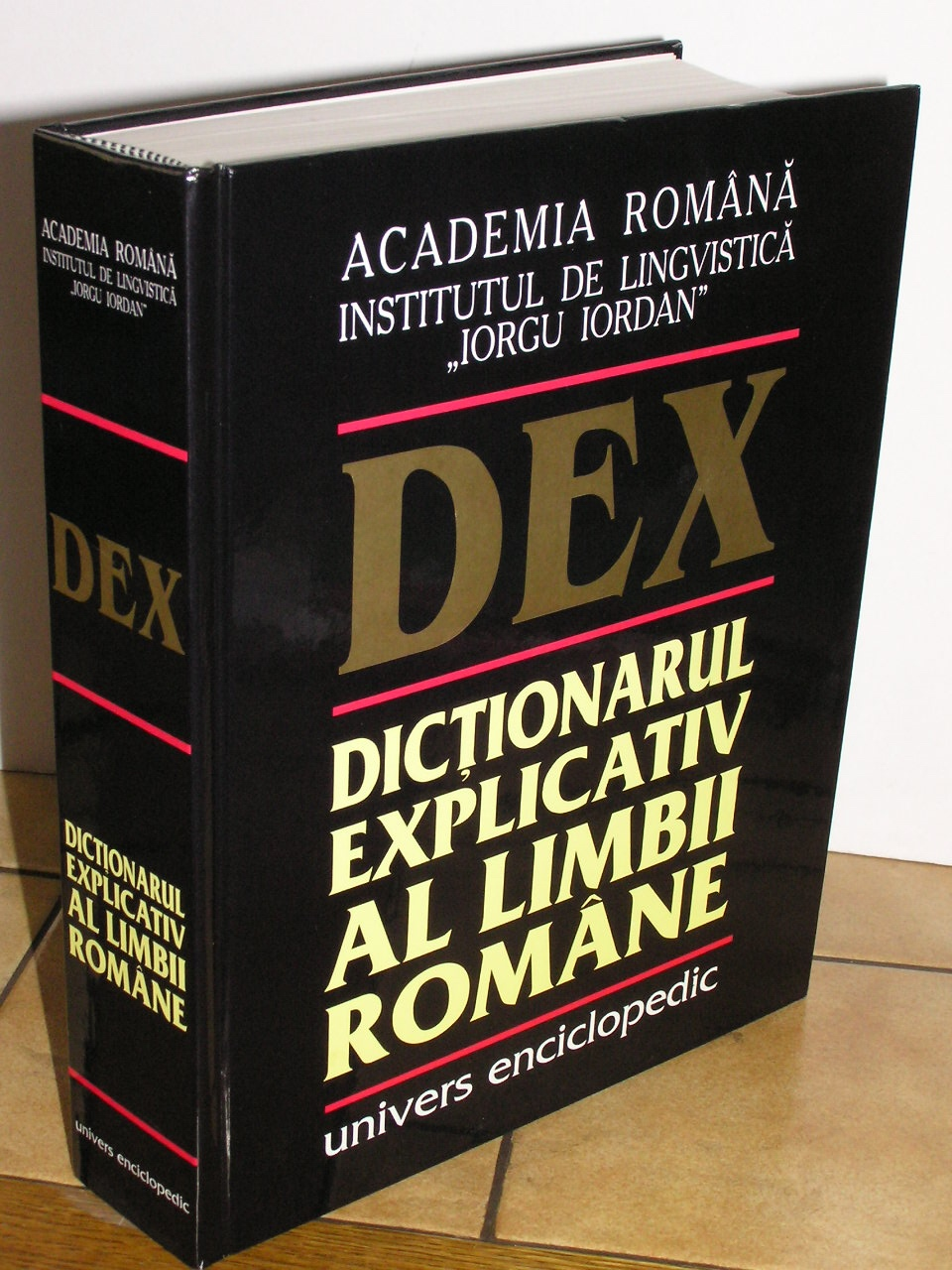
Толковый словарь румынского языка, 1998

Толковый словарь румынского языка (рум. Dicționarul explicativ al limbii române, известен под аббревиатурой DEX) — один из словарей румынского языка, изданный Институтом лингвистики Румынской академии (Institutul de Lingvistică «Iorgu Iordan — Al. Rosetti»).
Первая редакция словаря — в 1975 году. В 1988 году было опубликовано приложение к словарю под названием DEX-S, в котором были исправлены упущения предыдущих изданий. Второе издание было опубликовано в 1996 году и включало в себя некоторые новые значения и изменения в правописании некоторых слов, которые произошли в 1993 году. В этом издании более 65 000 включений румынских слов. Третье издание было опубликовано в 2009 году.
DEXOnline (dexonline.ro) — сайт, сделавший доступным DEX в интернете. Проект оцифровал его вместе с другими румынскими словарями и сделал полученную базу данных доступной. По состоянию на сентябрь 2015 года DEXOnline использует достаточно большое количество пользователей: более 3 миллионов. В словаре совершается более 12 миллионов поисковых запросов каждый месяц. DEXOnline был основан в 2013 году румынским инженером-программистом, выпускником MIT и бывшим сотрудником Google .